# Fiji International 2002
Die Fiji International 2002 im Badminton fanden vom 4. bis zum 7. Oktober 2002 in Suva statt.

## Sieger und Platzierte
| Disziplin    | Gold                                    | Silber                        | Bronze                       |
| ------------ | --------------------------------------- | ----------------------------- | ---------------------------- |
| Herreneinzel | John Moody                              | Burty Molia                   | Filivai Molia                |
| Herreneinzel | John Moody                              | Burty Molia                   | Damien Ah Sam                |
| Dameneinzel  | Karyn Whiteside                         | Felicitas Mat Cheer Kit       | Alissa Dean                  |
| Dameneinzel  | Karyn Whiteside                         | Felicitas Mat Cheer Kit       | Josifini Fatafehi            |
| Herrendoppel | Damien Ah Sam Burty Molia               | John Moody Andy Wong          | Ghee Ming Fong Nick Marks    |
| Herrendoppel | Damien Ah Sam Burty Molia               | John Moody Andy Wong          | Bill Kumar Anthony van Driel |
| Damendoppel  | Felicitas Mat Cheer Kit Karyn Whiteside | Alissa Dean Josifini Fatafehi | Melissa Dean Lorraine Mar    |
| Damendoppel  | Felicitas Mat Cheer Kit Karyn Whiteside | Alissa Dean Josifini Fatafehi | San San Aung Mary Saun       |
| Mixed        | Burty Molia Karyn Whiteside             | Filivai Molia Lorraine Mar    | Nick Marks Josifini Fatafehi |
| Mixed        | Burty Molia Karyn Whiteside             | Filivai Molia Lorraine Mar    | John Moody Alissa Dean       |